# Serghei Tarnovschi
Serghei Tarnovschi est un céiste moldave né le 24 juin 1997.

## Carrière
Il a remporté la médaille de bronze en C1 1000 mètres aux Jeux olympiques d'été de 2016 à Rio de Janeiro. Le 19 août 2016, il est annoncé qu'il a subi un contrôle antidopage positif. Il perd sa médaille de bronze à l'issue du jugement de la commission de discipline du CIO.
Suspendu pendant une période de quatre ans, le report d'un an des Jeux olympiques d'été de 2020 lui permet d'y participer. Il remporte la médaille de bronze en C1 1000 mètres, la première médaille olympique moldave depuis les Jeux olympiques d'été de 2008.
Il est aussi médaillé de bronze du C1 1 000 mètres aux Mondiaux de 2015 et médaillé d'argent de la même épreuve aux Championnats d'Europe 2016.
Il remporte la médaille de bronze en C-1 500 mètres aux Jeux européens de 2023 à Cracovie.